# Abd ar-Rahmán ibn Hisham
Abd ar-Rahmán ibn Hisham, en árabe: عبد الرحمن (Fez, 28 de noviembre de 1789 - 24 de agosto de 1859), fue el sultán de Marruecos desde 1822 a 1859.

## Biografía
Miembro de la dinastía alauí, sucedió el 30 de noviembre de 1822 a su tío Sulaymán en el trono. Su reinado se caracterizó por los continuos conflictos con las potencias europeas con las que, a pesar de firmar numerosos tratados comerciales, se enfrentó debido a la tradicional política económica marroquí de fomentar el sector de la piratería y el corso en sus costas contra barcos europeos y americanos.
Su connivencia con los piratas berberiscos ocasionó el bloqueo de Tánger por Reino Unido en 1829. Además, el secuestro del Veloce provocó el bombardeo de Larache, Arcila y Tetuán por el Imperio Austrohúngaro en 1829. 

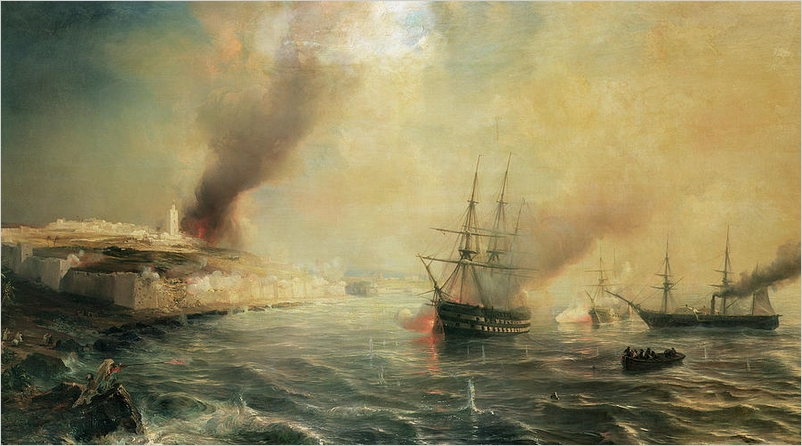
Bombardeo de Salé (1851) por la Marina Nacional francesa ante el saqueo de un mercante francés. Autor: Théodore Gudin

En 1844 levantó la ira de Francia cuando dio apoyo a Abd al-Qádir, insurgente contra el dominio francés de Argelia. En agosto de 1844 una flota francesa al mando de Francisco de Orleans bombardeó Tánger y Essauira, dando lugar a la corta guerra franco-marroquí, con victoria francesa en la batalla de Isly. Tras la derrota firmó el 10 de septiembre el Tratado de Tánger, reconociendo la soberanía francesa de Argelia y comprometiéndose a la captura de Abd al-Qádir, que se produciría tras la batalla de Agueddin en 1847.
Tras no compensar a Francia por el saqueo de la carga de un mercante de la ruta Gibraltar-Rabat valorada en más de 11.000 francos, el 26 y 27 de noviembre de 1851 una escuadra de la Marina Nacional francesa bombardeó Salé. Tras haber agotado la vía diplomática, sin resultado, el bombardeo produjo daños considerables a la histórica base de la piratería Marroquí, y Marruecos pagó a Francia una gran compensación económica.
En 10 de agosto de 1859 no logró impedir los ataques a las fortificaciones de la ciudad española de Ceuta, por lo que el Ejército Español se adentró en Marruecos, dando lugar a la guerra de África. No conoció su desenlace, ya que falleció el 24 de agosto de 1859, sucediéndole su hijo Mohammed IV. Se saldó con victoria española en la batalla de Wad Ras y la firma del Tratado de Wad Ras (1860) con compensaciones a España por la guerra y por el ataque a Ceuta. Además, aprovechando la muerte del sultán, en diciembre de 1859 Francia ocupó Uchda.  
| Predecesor: Sulaymán | Sultán de Marruecos 1822 - 1859 | Sucesor: Mohammed IV |

- Datos: Q508848
- Multimedia: Abd al-Rahman of Morocco / Q508848